# Лук желтеющий
Лук желте́ющий (лат. Allium flavescens) — многолетнее травянистое растение, вид рода Лук (Allium) подсемейства Луковые (Alliaceae) семейства Амариллисовые (Amaryllidaceae).

## Распространение и экология
Ареал вида охватывает Восточную Европу, некоторые области Европейской части России, юг Западной Сибири и Казахстан. Произрастает в степях, на склонах, на известняковых и меловых обнажениях. Светолюбив, предпочитает слабозадернённые участки с низкой травой. Размножается семенами и вегетативно.
Вид включён в Красные книги Пензенской и Рязанской областей, Республики Мордовия.

## Ботаническое описание
Многолетнее травянистое растение.
Луковицы конические, толщиной 5–7,5 мм с черноватыми почти кожистыми оболочками, скучены по нескольку штук на горизонтальном корневище. Стебель высотой 10–30 см, тонкий, прямой, часто извилистый, слегка ребристый.
Листья нитевидные, полуцилиндрические, желобчатые, полые, шириной до 7,5 мм, по краю шероховатые, расположены в числе 6–8 штук у основания стебля.
Цветонос тонкий, немного ребристый, прямостоячий, часто бывает извилистым. Соцветие — пучковидно-шаровидный или полушаровидный многоцветковый зонтик из желтоватых цветков. Цветоножки длиннее околоцветника в 2–3 раза. Чехол соцветия неопадающий, вдвое короче зонтика. Листочки околоцветника длиной 3–4 мм, желтоватые, с мало заметной жилкой, длиной 3—4 мм, продолговато-ланцетные или продолговатые, почти цельнокрайные. Нити тычинок равны шли немного длиннее листочков околоцветника, при самом основании между собой и с околоцветником сросшиеся, цельные, шиловидные. Столбик выдается из околоцветника.
Коробочка немного короче околоцветника.

## Таксономия
Вид Лук желтеющий входит в род Лук (Allium) подсемейства Луковые (Alliaceae) порядка Спаржецветные (Asparagales).
|  |                                      |  |                                                               |                                                               |                         |  | ещё 13 семейств (согласно Системе APG III) | ещё 13 семейств (согласно Системе APG III) |                   |  |  |  | ещё более 900 видов |
|  |                                      |  |                                                               |                                                               |                         |  | ещё 13 семейств (согласно Системе APG III) | ещё 13 семейств (согласно Системе APG III) |                   |  |  |  | ещё более 900 видов |
|  |                                      |  |                                                               | порядок Спаржецветные                                         |                         |  |                                            |                                            | род Лук           |  |  |  |                     |
|  |                                      |  |                                                               | порядок Спаржецветные                                         |                         |  |                                            |                                            | род Лук           |  |  |  |                     |
|  | отдел Цветковые, или Покрытосеменные |  |                                                               |                                                               | семейство Амариллисовые |  |                                            |                                            | вид Лук желтеющий |  |  |  |                     |
|  | отдел Цветковые, или Покрытосеменные |  |                                                               |                                                               | семейство Амариллисовые |  |                                            |                                            |                   |  |  |  |                     |
|  |                                      |  | ещё 58 порядков цветковых растений (согласно Системе APG III) | ещё 58 порядков цветковых растений (согласно Системе APG III) |                         |  |                                            | ещё 83 рода                                | ещё 83 рода       |  |  |  |                     |
|  |                                      |  |                                                               | ещё 58 порядков цветковых растений (согласно Системе APG III) |                         |  |                                            |                                            | ещё 83 рода       |  |  |  |                     |